# Italienische Formel-3-Meisterschaft
Die Italienische Formel-3-Meisterschaft war eine Rennserie für Formel-3-Monoposti in Italien.
Für die Jahre 2008 bis 2010 stammten die Motoren ausschließlich von Fiat Powertrain Technologies.
Am 6. Dezember 2012 wurde das Ende der Serie bekanntgegeben. Als Begründung wurde fehlende positive Signale für die Zukunft genannt.

## Meister
| Jahr | Fahrer               | Team                         | Auto                              |
| ---- | -------------------- | ---------------------------- | --------------------------------- |
| 1964 | Giacomo Russo        | Scuderia Madunina            | De Sanctis-Ford                   |
| 1965 | Andrea de Adamich    | Jolly Club                   | Lola-Ford Brabham-Ford            |
| 1966 | Ernesto Brambilla    | Scuderia Madunina            | Brabham-Ford                      |
| 1968 | Franco Bernabei      | Bernabei                     | Tecno-Ford                        |
| 1969 | Gianluigi Picchi     |                              | Tecno-Ford                        |
| 1970 | Giovanni Salvati     | Salvati                      | Tecno-Ford                        |
| 1971 | Giancarlo Naddeo     | Naddeo                       | Tecno-Ford                        |
| 1972 | Vittorio Brambilla   | Team Brambilla               | Birel-Alfa Romeo Brabham-Ford     |
| 1973 | Carlo Giorgio        | Jolly Club Trivellato Racing | Ensign-Ford March-Ford            |
| 1974 | Alberto Colombo      | Scuderia Del Lario           | GRD-Ford March-Toyota             |
| 1975 | Luciano Pavesi       | Ala d’Oro                    | Brabham-Toyota March-Toyota       |
| 1976 | Riccardo Patrese     | Trivellato Racing            | Chevron-Toyota                    |
| 1977 | Elio de Angelis      | Trivellato Racing            | Chevron-Toyota Ralt-Toyota        |
| 1978 | Siegfried Stohr      | Trivellato Racing            | Chevron-Toyota                    |
| 1979 | Piercarlo Ghinzani   | Euroracing                   | March-Alfa Romeo                  |
| 1980 | Guido Pardini        | Ravarotto                    | Dallara-Toyota                    |
| 1981 | Eddy Bianchi         | Del Porto                    | Martini-Toyota Martini-Alfa Romeo |
| 1982 | Enzo Coloni          | Coloni Motorsport            | March-Alfa Romeo Ralt-Alfa Romeo  |
| 1983 | Ivan Capelli         | Coloni Motorsport            | Ralt-Alfa Romeo                   |
| 1984 | Alessandro Santin    | Coloni Motorsport            | Ralt-Alfa Romeo                   |
| 1985 | Franco Forini        | Forti Corse                  | Dallara-VW                        |
| 1986 | Nicola Larini        | Coloni Motorsport            | Ralt-Alfa Romeo                   |
| 1987 | Enrico Bertaggia     | Forti Corse                  | Dallara-Alfa Romeo                |
| 1988 | Emanuele Naspetti    | Forti Corse                  | Dallara-Alfa Romeo                |
| 1989 | Gianni Morbidelli    | Forti Corse                  | Dallara-Alfa Romeo                |
| 1990 | Roberto Colciago     | Prema Powerteam              | Reynard-Alfa Romeo                |
| 1991 | Giambattista Busi    | PiEmme                       | Dallara-VW                        |
| 1992 | Max Angelelli        | RC Motorsport                | Dallara-Opel                      |
| 1993 | Christian Pescatori  | Supercars                    | Dallara-Fiat                      |
| 1994 | Giancarlo Fisichella | RC Motorsport                | Dallara-Opel                      |
| 1995 | Luca Rangoni         | EF Project                   | Dallara-Fiat                      |
| 1996 | Andrea Boldrini      | RC Motorsport                | Dallara-Opel                      |
| 1997 | Oliver Martini       | RC Motorsport                | Dallara-Opel                      |
| 1998 | Donny Crevels        | Prema Powerteam              | Dallara-Opel                      |
| 1999 | Peter Sundberg       | Prema Powerteam              | Dallara-Opel                      |
| 2000 | Davide Uboldi        | Uboldi Motorsport            | Dallara-Opel                      |
| 2001 | Lorenzo Del Gallo    | Scuderia Del Gallo           | Dallara-Fiat                      |
| 2002 | Miloš Pavlović       | Target                       | Conrero Dallara-Opel              |
| 2003 | Fausto Ippoliti      | Target                       | Conrero Dallara-Opel              |
| 2004 | Matteo Cressoni      | Ombra Motorsport             | Dallara-Mugen Honda               |
| 2005 | Luigi Ferrara        | Corbetta                     | Dallara-Mugen Honda               |
| 2006 | Mauro Massironi      | Passoli                      | Dallara-Opel                      |
| 2007 | Paolo Maria Nocera   | Lucidi Motors                | Dallara-Opel                      |
| 2008 | Mirko Bortolotti     | Lucidi Motors                | Dallara F308-FPT                  |
| 2009 | Daniel Zampieri      | BVM – Target Racing          | Dallara F309-FPT                  |
| 2010 | César Ramos          | BVM – Target Racing          | Dallara F310-FPT                  |
| 2011 | Sergio Campana       | BVM – Target Racing          | Dallara F308-FPT                  |
| 2012 | Riccardo Agostini    | Prema Powerteam              | Mygale M10-FPT                    |